# BZB
BZB est un groupe néerlandais de rock, originaire de Volkel.

## Histoire
BZB débute en tant que groupe scolaire en 1992, et est issu du groupe de metal Zymosis. Cela se ressent encore dans la musique que joue le groupe, à savoir du hard rock avec des paroles comiques en néerlandais. Ces dernières années, les influences metal s'estompent toutefois, et le groupe s'inspire davantage du folk irlandais. Pour la presse spécialisée, BZB est « synonyme de fête, de plaisir, d'interaction et d'actes théâtraux, le tout dans un concert live énergique. »
BZB a joué à Lowlands, Pinkpop, Paaspop Parkpop, Zwarte Cross, au Bevrijdingsfestival de Wageningen (2006, 2007 et 2014), Sweelpop, Elastiek Muziek et à l'événement scout Scout-In. Egalement dans des lieux plus petits, tels que de Schuit et SCUM à Katwijk, en 1999. Le groupe a aussi joué avec des groupes et artistes comme Guus Meeuwis et Yellow Claw.
Le 10 avril 2015, Paul Rademaker annonce prendre une année sabbatique, et est remplacé par Leroy. Finalement, le 25 mars 2017, il est annoncé que Paul quitterait définitivement le groupe. En 2018, BZB lance un festival de musique (pour célébrer son 25e anniversaire), le festival Alle Remmen Los, du nom d'une des chansons les plus célèbres du groupe.
Dans la saison 1, épisode 6 de la série Netflix Undercover, leur chanson Teetotaler est chantée à tue-tête par les acteurs.
En 2023, le groupe décide de fêter ses 30 ans d'existence en jouant à l'échelle nationale.

## Discographie

### Albums studio
- 1995 : Sigarendanz auf meine bielen
- 1997 : De baksteen van de samenleving
- 2000 : Eeuwig duurt het langst (44e place des charts néerlandais[8])
- 2001 : Unplugged
- 2003 : De muur
- 2005 : Kroonjuweel
- 2005 : Unplugged 2
- 2007 : The Best of: All Stars and Dream Team
- 2009 : Bart
- 2009 : Volgens Bartjens!
- 2012 : 7 (7e place des charts néerldanis[8])
- 2016 : Ankers (EP)
- 2018 : Domme Dingen Doen

### Singles
- 1998 : Bommetje
- 1998 : Koning Pintenman (68e du Single Top 100)
- 1999 : 'k Mag niet klagen (59e du Single Top 100)
- 2000 : De bankzitter (73e du Single Top 100)
- 2000 : Ein bisschen frieden (61e du Single Top 100)
- 2002 : Doen of laten (31e du Single Top 100)
- 2003 : Itsy bitsy teenie weenie yellow polka dot bikini (avec Albert West ; 36e du Single Top 100)
- 2004 : Een zee van tijd (54e du Single Top 100)
- 2010 : Echte vrienden (avec DJ Michiel) (71e du Single Top 100)